# Chiesa di San Pietro (Borgio Verezzi)
La chiesa di San Pietro è un luogo di culto cattolico situato nella frazione di Borgio, in piazza San Pietro, nel comune di Borgio Verezzi in provincia di Savona. La chiesa è sede della parrocchia omonima della zona pastorale di Pietra Ligure della diocesi di Albenga-Imperia.

## Storia e descrizione

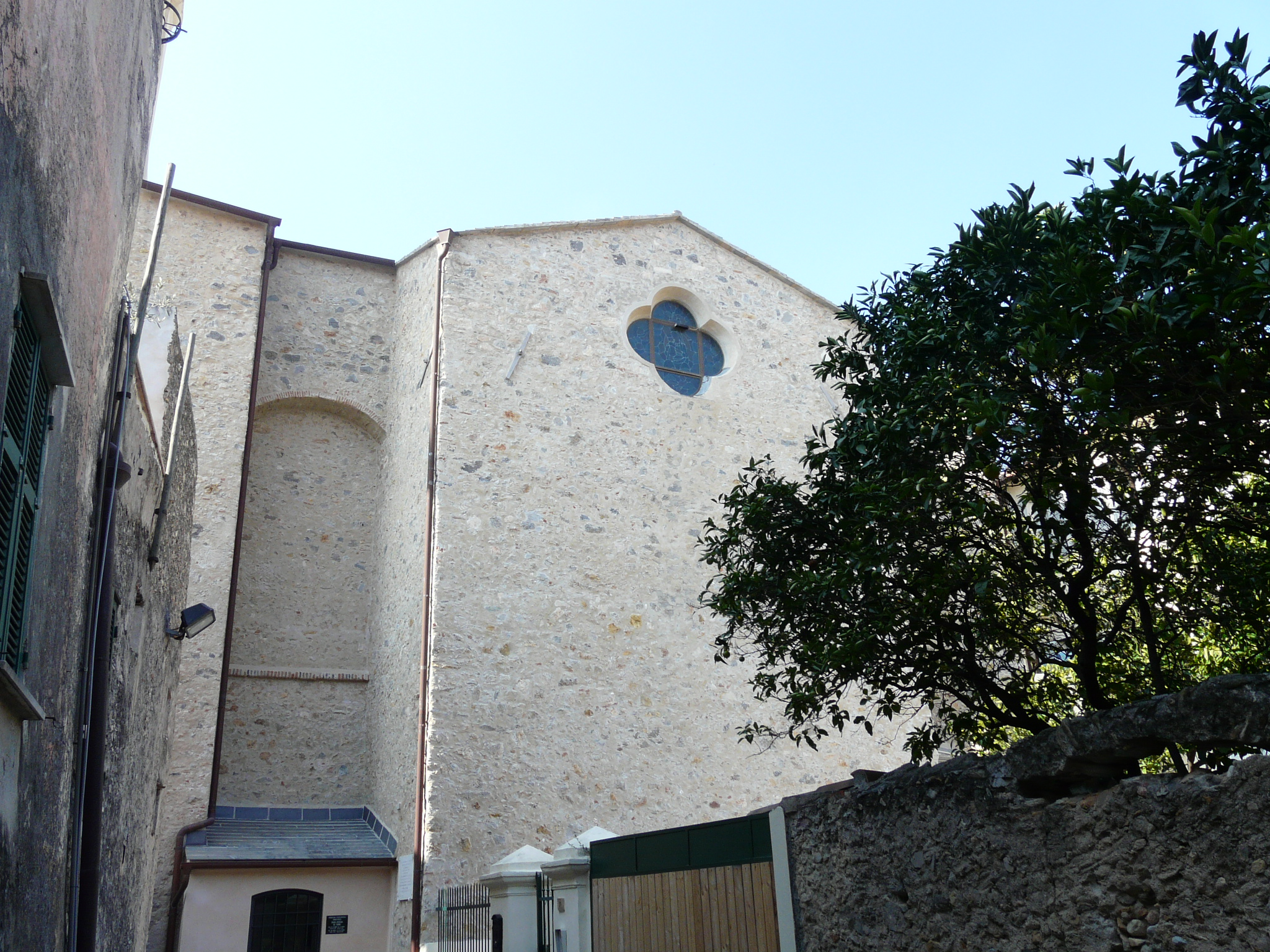
Altra visuale

La chiesa venne edificata nel 1789 sui resti dell'antico castello del Burgum Albinganeum su progetto di Giacomo Barella con il termine dei lavori in un periodo compreso tra il 1806 e il 1808.
Assunse il titolo di parrocchiale dalla già esistente chiesa di Santo Stefano in origine dedicata a san Pietro e ora santuario ubicata all'interno del locale cimitero.
Qualche anno dopo nel 1814 la chiesa venne visitata da papa Pio VII durante il ritorno dalla prigionia francese.
La chiesa presenta una singola navata, con sei cappelle laterali; la facciata è neoclassica, con il portone principale affiancato da quattro colonne corinzie. Tra le opere conservate, una tela raffigurante San Pietro nella zona absidale.